# Heféstio de Atenas
Heféstio (em latim: Hephaestion) foi um sofista romano do século IV. Estudou com Proerésio, seu amigo íntimo e rival, em Antioquia sob Ulpiano e então em Atenas sob Juliano de Cesareia. Foi eleito um dos seis sucessores de Juliano como sofista em Atenas, mas depois saiu da cidade por receio de Proerésio, morrendo pouco depois.